# Редуктор давления воды

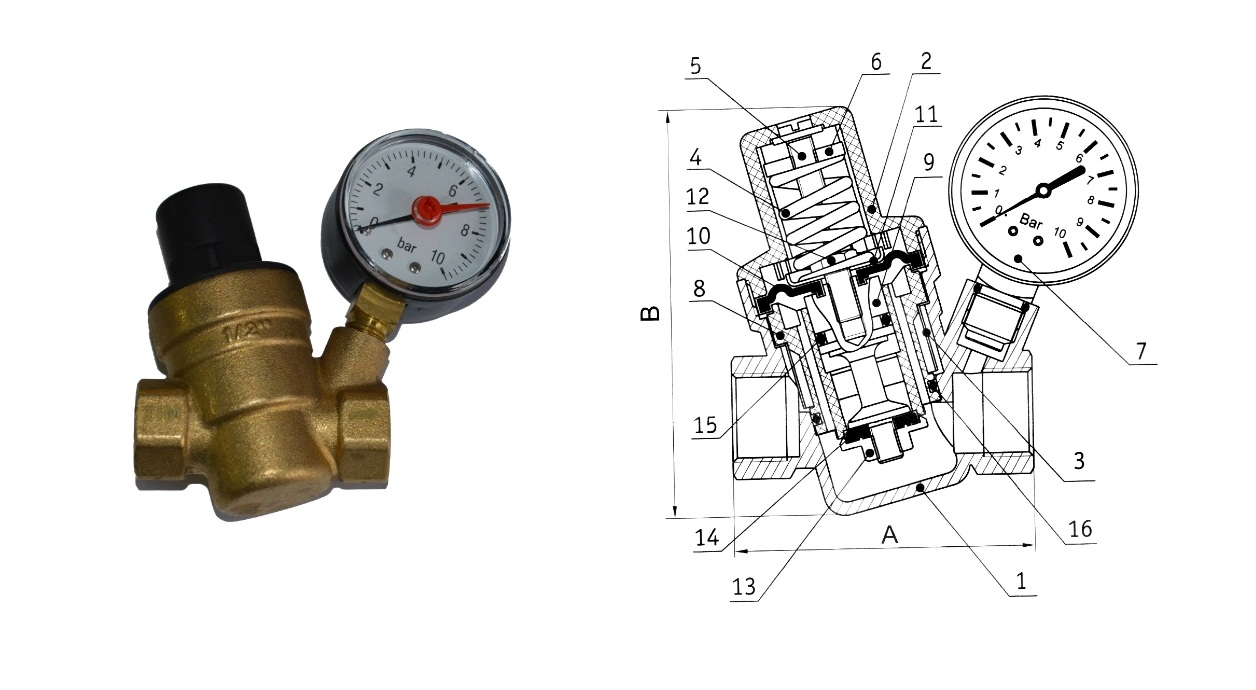
Внешний вид и схема редуктора
1. Корпус
2. Крышка
3. Фильтр-сетка
4. Пружина
5. Винт регулировочный
6. Гайка регулировочная
7. Манометр
8. Центральный суппорт
9. Поршень
10. Диафрагма
11. Тарелка поршня
12. Прижимной болт
13. Клапан
14. Прокладка клапана
15. Кольцо уплотнительное малое
16. Кольцо уплотнительное большое

Реду́ктор давле́ния воды́ — прибор, стабилизирующий, а также уменьшающий давление в водопроводной сети, защищая тем самым от высокого давления трубопровод и подключённое к нему бытовое оборудование. Редуктор давления является компактным устройством в герметичном металлическом корпусе, имеющем два резьбовых отверстия на входе и выходе. Возможно подключение манометра и винта для регулировки давления.

## Принцип действия
Работа данного редуктора построена на принципе выравнивания усилий диафрагмы и настроечной пружины. При открытии крана в водопроводе выходное давление редуктора уменьшается, что приводит к снижению давления на диафрагму. Усилие пружины в ходе этого возрастает, и выравнивая его, диафрагма одновременно открывает рабочий клапан до тех пор, пока рабочее давление на выходе не станет равным заданному значению. В ходе этого давление на входе редуктора, а также его скачки никак не влияют на открытие или закрытие клапана.
Установленный на входную трубу редуктор понижает до нужного уровня и стабилизирует давление во всей системе водопровода дома или квартиры. Если же это не было сделано при монтаже системы, то можно установить редуктор отдельно на бойлер, посудомоечную или стиральную машину, которые обычно не рассчитаны на высокое давление. Особенно важно это сделать при наличии в системе насоса, при включении и отключении которого возникает гидроудар.
Условия применения:
- Водная среда, не содержащая масла и сжатого воздуха.
- Максимальное давление не более 16 бар.
- Максимальная температура не более 70 °C.